# Kaliganj (Lalmonirhat)
Kaliganj è un sottodistretto (upazila) del Bangladesh situato nel distretto di Lalmonirhat, divisione di Rangpur. Si estende su una superficie di 236,96 km² e conta una popolazione di 265.276  abitanti (censimento 2011).